# 튀르칸 쇼라이
튀르칸 쇼라이(튀르키예어: Türkan Şoray, 1945년 6월 28일 ~ )는 터키의 배우, 각본가, 영화 감독이다. 터키 영화계를 대표하는 배우 중 한 명으로 여겨지며, 영화계 황금시대를 대표하는 아이콘이기도 하다. 안탈리아 국제 영화제 황금오렌지상 여우주연상 4회(1964, 68, 87, 94) 수상자이다.